# 馬希廣
楚廢王馬希廣（？—951年1月25日），字德丕，五代十國時期南楚國君主，楚王馬殷第三十五子，馬希範一母同胞之弟，個性謹慎溫順，馬希範對他疼愛有加。
後漢高祖天福十二年（947年），馬希範去世，將領排除馬希範諸弟中年齡最長的馬希萼，而擁護馬希廣繼立，後漢封馬希廣天策上將軍、楚王，因而馬希廣、希萼之弟馬希崇就以馬希廣之繼位違反父親兄終弟及的遺命挑撥馬希萼。
後漢隱帝乾祐二年（949年），時任武貞（武平）節度使的馬希萼叛，率軍南下進攻南楚都城潭州（今湖南長沙），馬希萼戰敗，馬希廣以不願傷其兄為由，放棄追擊。乾祐三年（950年）馬希萼結合蠻族軍再度攻擊馬希廣，並向南唐稱臣，請求發兵攻潭州。馬希廣派軍討伐馬希萼，大敗。馬希萼遂與蠻族軍兵圍潭州，守將許可瓊投降，潭州陷落，馬希廣夫妇被擒。马希萼为了避免后患，处死马希广。马希广临死还在背诵佛经。马希广夫人被杖杀于闹市。马希广有子藏在慈堂，后不知所终。马军指挥使李彦温与战棹指挥使刘彦瑫奉马希广其余诸子去袁州奔南唐，马希广诸子后在南唐都城金陵去世。